# Chaetoceras lactifera
Chaetoceras lactifera är en fjärilsart som beskrevs av Paul Dognin 1911. Chaetoceras lactifera ingår i släktet Chaetoceras och familjen Uraniidae. Inga underarter finns listade i Catalogue of Life.